# Folkomröstningen om valdatum i Georgien 2008
En folkomröstning gällande ett framflyttande av parlamentsvalet i Georgien 2008, från oktober till april/maj 2008, hölls den 5 januari 2008 tillsammans med ett tidigarelagt presidentval samt en omröstning om Georgiens Natomedlemskap.
Enligt valresultatet röstade 79,17 % för att flytta fram valet.
| Svar  | Röster    | %      |
| ----- | --------- | ------ |
| Ja    | 1 410 269 | 79,17  |
| Nej   | 358 328   | 20,82  |
| Total | 1 768 597 | 100,00 |

### Fotnoter
1. ↑  Kim Murphy, "Georgia's president moves up elections"[död länk], Los Angeles Times, 9 november 2007.
2. ↑  "Georgia Leader Calls Early Election to Decide His Fate", The New York Times, 9 november 2007
3. ↑  Elections.ge[död länk] (Civil Georgia) (engelska)